# 一宁

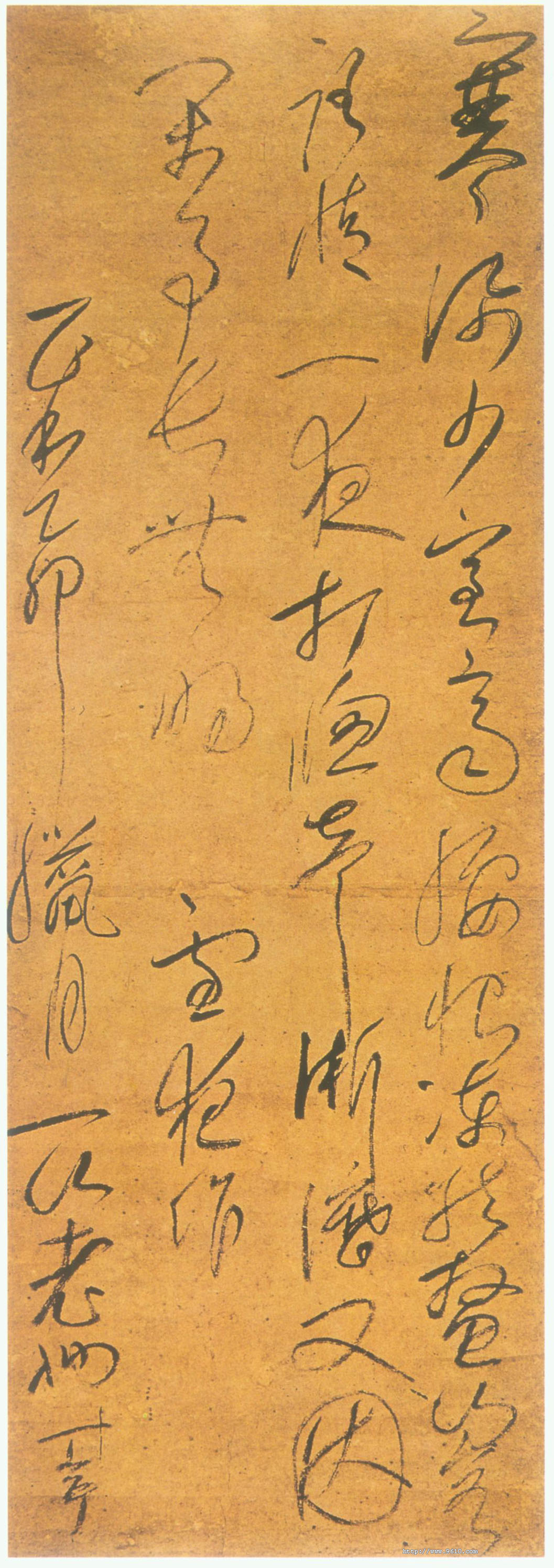
一宁草书立轴（作于1315年，由日本建仁寺收藏）

一宁（1247年—1317年11月28日），本姓胡，号一山，浙江台州临海人，元朝临济宗的僧人。元成宗大德三年（1299年）出使日本，留而未归，在日本成为临济宗大师，开创了五山文学。去世后，日本朝廷追赠“一山国师妙慈弘济大师”称号。

## 生平

### 中国
一宁于1247年生于浙江，幼年便在鸿福寺出家为僧，后来成为普光寺住持，一宁先学天台宗，后学禅宗。一宁遍访名师学习佛法，成为第四代“顽极行弥”（1118—1186）。一宁后来成为普陀山上普济寺住持，声名远播。

### 鎌仓
1299年，一宁奉元朝皇帝元成宗之命，出使日本。一宁刚到镰仓，便被北条貞時当做奸细被抓，但很快便被释放。
一宁留在了日本，成为镰仓时代禅宗大师之一，在建長寺、圆觉寺和淨智寺修行。

### 京都
1313年，已经退位的后宇多天皇邀请一宁来京都，出任南禅寺住持。南禅寺是当时禅宗最有影响的传教中心。一宁至今仍被南禅寺纪念。

### 影响
一宁将禅宗在新兴的武士阶层发扬光大。一宁精通从史学到诗歌各种文学体裁。一宁使日本佛教文学采取中国宋朝标准。
一宁的众多弟子成为禅宗发展的关键人物，如梦窗疏石、 雪村友梅和虎关师炼。

### 去世
一宁在1317年为摆脱病痛折磨而自杀，死后被日本宫廷追封一宁为国师。